# Ignaz Ablasser
Pour les articles homonymes, voir Ablasser.
Ignaz Ablasser, né le 9 décembre 1739 à Vienne et mort le 8 mars 1799, est un peintre autrichien.

## Biographie
Ignaz Ablasser naît le 9 décembre 1739 à Vienne.
Parmi ses œuvres connues, on peut citer un tableau d'autel pour l'ancienne paroisse d'Altlerchenfeld (de) (Vienne) et un autre pour l'église de Passeck (aujourd'hui Paseka) en Moravie.
En 1774 il épouse Barbara Altenberger, et après sa mort en 1783, épouse Rosalia Schmidt (* 14 janvier 1761 ; † 17 mars 1827). Il a 16 enfants. 
Ignaz Ablasser meurt le 8 mars 1799.